# Бідзіля Олексій Васильович
Олексі́й Васи́льович Бідзі́ля — український ентомолог, фахівець з молей, кандидат біологічних наук (1997), старший науковий співробітник Інституту еволюційної екології НАН України. Автор понад 100 наукових праць, зокрема публікацій у таких провідних виданнях як «Zootaxa», «ZooKeys», «Nota Lepidopterologica» тощо. Описав понад 60 нових для науки видів молей з різних частин світу.

## Життєпис
У 1993 році закінчив кафедру зоології Київського університету. Протягом 1993—1996 років навчався в аспірантурі в Інституті зоології імені І. І. Шмальгаузена НАН України. У 1997 році захистив кандидатську дисертацію на тему «Виїмчастокрилі молі (Lepidoptera, Gelechiidae) степової зони України» у вченій раді Інституту зоології (науковий керівник В. Г. Долін). З 1993 року до середини 2010-х працював у Зоологічному музеї Київського університету. Створив фондову колекцію молей-гелехіїд музею. Потім перейшов до Інституту еволюційної екології НАН України.